# Ендрі Чекічі
Ендрі Чекічі (алб. Endri Çekiçi, нар. 23 листопада 1996, Поградец) — албанський футболіст, півзахисник клубу «Локомотива».

## Клубна кар'єра
Народився 23 листопада 1996 року в місті Поградец. Вихованець юнацької команди «Поградеці» з рідного міста.
У дорослому футболі дебютував в лютому 2013 року виступами за команду «Поградеці» в віці 16 років, 2 місяці і 24 днів, в якій до кінця сезону взяв участь лише у 6 матчах другого за рівнем дивізіону чемпіонату Албанії і забив один гол.
Своєю грою за цю команду привернув увагу представників тренерського штабу клубу «Теута», до складу якого приєднався 2013 року і зіграв за команду з Дурреса тільки один раз у відбірковому матчі Ліги Європи..
У лютому 2014 року за 60 тис. євро перейшов до хорватського «Динамо» (Загреб), де спочатку грав за юнацьку команду, а з літа був переведений у дубль, що виступав у Другій лізі. У лютому 2015 року Чекічі дебютував за першу команду «Динамо» (Загреб).
На початку 2016 року був відданий в оренду до клубу «Локомотива». Відтоді встиг відіграти за загребських «локомотивів» 13 матчів в національному чемпіонаті.

## Виступи за збірні
2011 року дебютував у складі юнацької збірної Албанії, взяв участь у 17 іграх на юнацькому рівні.
З 2015 року залучався до складу молодіжної збірної Албанії. На молодіжному рівні зіграв у 8 офіційних матчах, забив 1 гол.

## Статистика виступів

### Статистика клубних виступів
| Сезон                       | Команда                     | Чемпіонат                   | Чемпіонат | Чемпіонат | Національний кубок | Національний кубок | Національний кубок | Континентальні кубки | Континентальні кубки | Континентальні кубки | Інші змагання | Інші змагання | Інші змагання | Усього | Усього |
| Сезон                       | Команда                     | Ліга                        | Ігор      | Голів     | Ліга               | Ігор               | Голів              | Ліга                 | Ігор                 | Голів                | Ліга          | Ігор          | Голів         | Ігор   | Голів  |
| --------------------------- | --------------------------- | --------------------------- | --------- | --------- | ------------------ | ------------------ | ------------------ | -------------------- | -------------------- | -------------------- | ------------- | ------------- | ------------- | ------ | ------ |
| 2012–13                     | «Поградеці»                 | 1Д (ІІ)                     | 6         | 1         | КА                 | 0                  | 0                  | -                    | -                    | -                    | -             | -             | -             | 6      | 1      |
| 2013–14                     | «Теута»                     | СЛ                          | 0         | 0         | КА                 | 0                  | 0                  | ЛЄ                   | 1                    | 0                    | -             | -             | -             | 1      | 0      |
| 2014–15                     | «Динамо» (Загреб)           | 1Л                          | 4         | 0         | КХ                 | 1                  | 0                  | ЛЧ+ЛЄ                | -                    | -                    | СХ            | -             | -             | 5      | 0      |
| 2015–16                     | «Динамо» (Загреб)           | 1Л                          | 1         | 0         | КЧ                 | 2                  | 2                  | ЛЧ                   | 1                    | 0                    |               | -             | -             | 4      | 2      |
| Усього за «Динамо» (Загреб) | Усього за «Динамо» (Загреб) | Усього за «Динамо» (Загреб) | 5         | 0         |                    | 3                  | 2                  |                      | 1                    | 0                    |               | 0             | 0             | 9      | 2      |
| 2015–16                     | «Динамо ІІ» (Загреб)        | 2Л (ІІ)                     | 11        | 3         | -                  | -                  | -                  | -                    | -                    | -                    | -             | -             | -             | 11     | 3      |
| 2015–16                     | «Локомотива»                | 1Л                          | 12        | 3         | КХ                 | 0                  | 0                  | ЛЄ                   | -                    | -                    | -             | -             | -             | 12     | 3      |
| 2016–17                     | «Локомотива»                | 1Л                          | 1         | 0         | КХ                 | 0                  | 0                  | ЛЄ                   | 2                    | 0                    | -             | -             | -             | 3      | 0      |
| Усього за «Локомотиву»      | Усього за «Локомотиву»      | Усього за «Локомотиву»      | 13        | 3         |                    | 0                  | 0                  |                      | 2                    | 0                    |               | -             | -             | 15     | 3      |
| Усього за кар'єру           | Усього за кар'єру           | Усього за кар'єру           | 35        | 7         |                    | 3                  | 2                  |                      | 4                    | 0                    |               | 0             | 0             | 42     | 9      |

## Титули і досягнення
- Чемпіон Хорватії (1):

«Динамо» (Загреб): 2014–15
- Володар Кубка Хорватії (1):

«Динамо» (Загреб): 2014–15